# Flávio Merobaldo

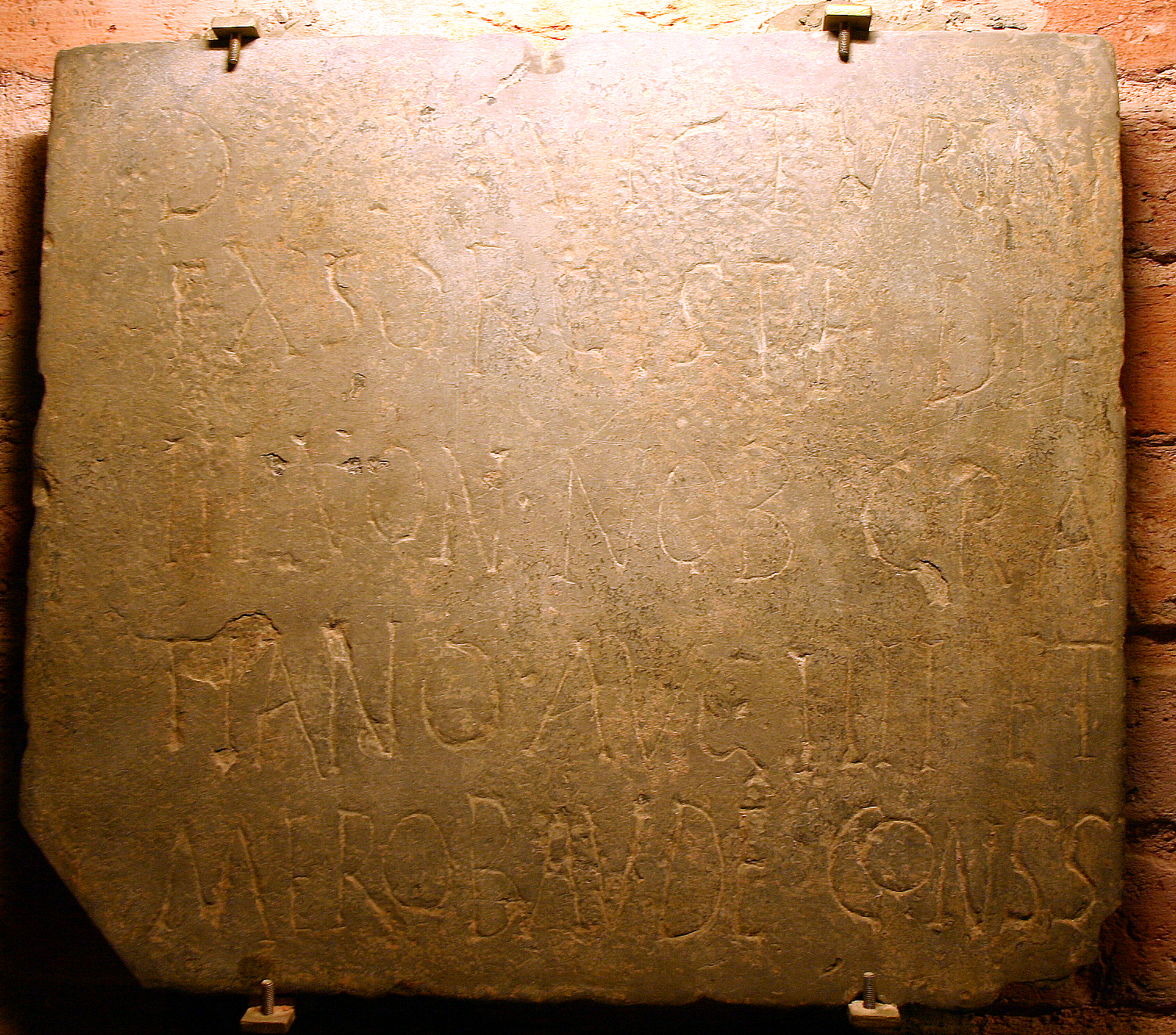
⠀⠀⠀⠀⠀

Flávio Merobaldo (em latim: Flavius Merobaudes), marechal do exército romano entre 373 e 388.

## Biografia
Franco de nascimento, serviu o exército romano, como comandante-em-chefe, durante a última campanha do imperador Valentiniano I. Após a morte do imperador, tornou-se o poder de fato no Império do Ocidente, elevando ao trono, Valentiniano II, que ainda era criança.
Continuou poderoso no governo de Graciano, exercendo o consulado em 377 e 383. Apoiou o usurpador Máximo, que governou apenas onze meses. Em seu terceiro consulado (388), viu-se obrigado a cometer suicídio.